# Anders Johnson (schansspringer)
Anders Johnson (Plattsburgh, 23 april 1989) is een Amerikaans voormalig schansspringer. Hij nam driemaal deel aan de Olympische Winterspelen.

## Carrière
In 2006 nam Johnson een eerste keer aan de Olympische winterspelen. Met het Amerikaanse team eindigde hij 14e in de landenwedstrijd op de grote schans. Johnson maakte zijn debuut in de wereldbeker in het seizoen 2008/2009. Bij zijn eerste wereldbekerwedstrijd in Bischofshofen werd hij 50e.
Ook in 2010 nam Johnson deel aan de Olympische winterspelen. Ditmaal eindigde hij 49e op de normale schans en 11e in de landenwedstrijd op de grote schans.
Bij het schansspringen op de Olympische Winterspelen 2014 in het Russische Sotsji eindigde hij 47e op normale schans en 10e in de landenwedstrijd op de grote schans.

## Belangrijkste resultaten

### Olympische Winterspelen
| Jaar | Plaats    | Resultaten                                                           |
| ---- | --------- | -------------------------------------------------------------------- |
| 2006 | Turijn    | 14e landenwedstrijd grote schans                                     |
| 2010 | Vancouver | 49e normale schans 11e landenwedstrijd grote schans                  |
| 2014 | Sotsji    | 47e normale schans DSQ grote schans 10e landenwedstrijd grote schans |

### Wereldkampioenschappen schansspringen
| Jaar | Plaats        | Resultaten                                                            |
| ---- | ------------- | --------------------------------------------------------------------- |
| 2009 | Liberec       | 48e normale schans 40e grote schans                                   |
| 2013 | Val di Fiemme | 37e normale schans 39e grote schans 6e landenwedstrijd normale schans |

### Wereldkampioenschappen skivliegen
| Jaar | Plaats    | Resultaten                |
| ---- | --------- | ------------------------- |
| 2014 | Harrachov | 43e individuele wedstrijd |

### Wereldbeker
Eindklasseringen
| Seizoen   | Algm | 4S  | NT  |
| --------- | ---- | --- | --- |
| 2008/2009 | 87e  | 64e | 62e |
| 2012/2013 | -    | 63e |     |

### Grand-Prix
Eindklasseringen
| Jaar | Plaats |
| ---- | ------ |
| 2012 | 72e    |